# Váh

Conca del riu Váh

El riu Váh (en alemany Waag, en hongarès Vág, en polonès Wag) és un afluent del marge esquerre del Danubi i el riu més gran d'Eslovàquia. Té dos aiguaneixos: Biely Váh (Váh Blanc) i Čierny Váh (Váh Negre), localitzats respectivament als Alts i als Baixos Tatres. A partir de les muntanyes, flueix al llarg del nord i l'oest eslovacs, fins a desembocar al Danubi, al sud, a prop de Komárom, Hongria. Té una longitud de 406 km.
Al Váh hi ha setze plantes hidroelèctriques, la construcció de les quals començà en la dècada del 1930.
Al llarg del riu s'hi troben les ciutats de Liptovský Hrádok, Liptovský Mikuláš, Ružomberok, Vrútky, Žilina, Bytča, Považská Bystrica, Púchov, Ilava, Dubnica nad Váhom, Nemšová, Trenčín, Nové Mesto nad Váhom, Piešťany, Hlohovec, Sereď, Šaľa, Kolárovo i Komárno.